# Vroeg kalkkopje
Het vroeg kalkkopje (Physarum vernum) is een slijmzwam behorend tot de familie Physaraceae. Het leeft saprotroof op kruidachtige plantendelen.

## Kenmerken
Vruchtlichamen komen voor in groepen, zittend, tot 0,5 mm hoog en 0,3-0,8 mm breed. De vorm is bol- tot wormvormig en vertakkend, daarbij soms slingerende, onderling verbonden, enkele centimeters grote netwerken vormend. De kleur is wit tot lichtgrijs.

## Verspreiding
Physarum vernum komt voor op alle continenten met uitzondering van Antarctica. In Nederland komt het zeer zeldzaam voor.